# Бругиера шестиугольная
Бругиера шестиугольная (лат. Bruguiera sexangula) — мангровый кустарник или дерево, вид рода Бругиера (Bruguiera) семейства Ризофоровые (Rhizophoraceae).

## Ботаническое описание

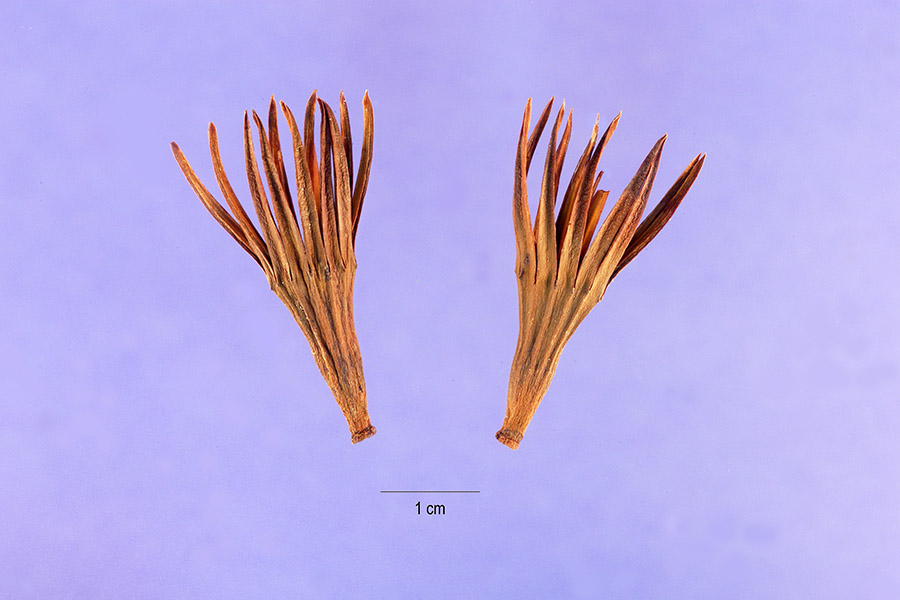
Семена

Бругиера шестиугольная — мангровое растение в среднем 15 м в высоту, может достигать 30 м. Растёт как одноствольное дерево или многоствольный куст с коротким утолщением в основании ствола и воздушными корнями, или пневматофорами. Кора гладкая серо-коричневого цвета. Гладкие блестящие зелёные листья простые и супротивные, от эллиптических до эллиптически-продолговатых, 9,5-20 см в длину и 3-7 см в ширину, с заострённой вершиной и черешком 6 см, растущие кластерами на концах ветвей.
Цветки с чашечкой от бледно-жёлто-зелёного до розовато-оранжевого цвета с 12-14 чашелистиками, 20-24 тычинками и 10-12 кремово-оранжевыми двухлопастными лепестками. Зелёные сигарообразные живородящие отростки растут из чашечки и имеют длину 5-12 см и ширину 1-2 см.

## Распространение и местообитание
Бругиера шестиугольная распространена от Индии на восток вдоль тропических побережий Юго-Восточной Азии до Северной Австралии и Новой Каледонии. Встречается на различных почвах, обычно в верховьях речных эстуариев с большим количеством осадков и значительным притоком пресной воды.

## Экология
Крупные цветы бругиеры шестиугольной опыляются птицами. Лепестки находятся в напряжённом состоянии и удерживают рыхлую пыльцу: когда птица садится на цветок, пыльца «взрывается» над её головой.

## Использование
Растение, как и другие мангровые растения, традиционно широко применяется в Азии. Развивающиеся эмбрионы и плоды после замачивания готовят и используют в пищу. Сок из плодов используется для лечения воспаления глаз, опоясывающего лишая и ожогов. Древесина дерева тяжёлая, твёрдая и прочная, её используют в качестве столбов, а также в качестве дров и для получения древесного угля.